# 百富院
百富院（印尼語：Sungai Duri）是印度尼西亞西加里曼丹省孟加影縣雙溪拉雅鎮的一個村，位於該鎮最南端，為孟加影縣與喃吧哇縣的交界。東鄰札加拉鎮Aris村，西濱卡里馬塔海峽，南接喃吧哇縣石山鎮百富院港背村、石山村，北連白樹下村，東北鄰札加拉鎮Sebandut村。